# Великий дитячий хор Українського радіо
Великий дитячий хор Українського радіо — вокальний радіоансамбль Українського радіо, в якому співають діти віком від 6 до 16 років. Особливим завданням Великого дитячого хору є створення записів до Фонду Українського радіо, які звучать на каналах Українського радіо та радіомовників-членів Європейської мовної спілки, а також зберігаються для нащадків.
Великий дитячий хор, разом з іншими творчими радіоколективами Українського радіо, базується та здійснює свої записи в одній із найкращих і найбільших у Європі Великій студії Будинку звукозапису Українського радіо.
Керівник і головний диригент хору від дня його заснування — заслужена артистка України Тетяна Копилова.

## Історія та діяльність
Великий дитячий хор заснований у 1980 році.
За роки свого існування колектив поновив Фонд Українського радіо записами творів сучасних українських композиторів: Лесі Дичко, Богдани Фільц, Жанни Колодуб, Віктора Степурка, Володимира Шаповаленка, Юрія Алжнєва, Володимира Птушкіна, Ігоря Щербакова, Ірини Кириліної. А також українських народних пісень в обробці Миколи Леонтовича, Кирила Стеценка, Миколи Лисенка. У репертуарі хору також широко представлена зарубіжна класика — Бах, Гендель, Перголезі, Рахманінов, Деліб, Д. Мур, Раттер, Моцарт, Сен-Санс, Форета інші.
Окрема сторінка у творчій біографії Великого дитячого хору — записи з провідними співаками України Дмитром Гнатюком, Анатолієм Мокренком, Софією Ротару, Олександром Гаркавим, Василем Бокочем, Аллою Кудлай, Володимиром Турцем.
Великий дитячий хор дає концерти у Національній філармонії України, Національному палаці мистецтв «Україна», Національній опері України, Великій концертній студії Будинку звукозапису Українського радіо тощо. Також регулярно бере участь у авторських концертах українських композиторів, акціях «Людина року», «Золота фортуна» тощо. Крім того, хор здійснює гастрольну діяльність містами України та Європи[джерело?].

## Відзнаки
Великий дитячий хор Українського радіо є лауреатом міжнародного конкурсу-фестивалю «Артеківські зорі» (1999), постійним учасником київського клубу хормейстерів «Тоніка», багаторазово брав участь у хорових конкурсах Європейської спілки мовників.
У Великому дитячому хорі Українського радіо свого часу співали Вадим Швидкий, та одна з найтитулованіших оперних співачок — Вікторія Лук'янець.